# Сандхамн
Сандхамн (на шведски: Sandhamn) е селище в лен Стокхолм, източна Швеция. Населението му е около 108 души.
Разположено е на малък остров от Стокхолмския архипелаг, на 50 km източно от град Стокхолм. То разполага с удобно естествено пристанище и е традиционна дестинация за разходки с лодки, като през лятото населението му нараства до няколкохиляди души.